# Vinařická hora
Vinařická hora (413 m) je kopec jeden kilometr severně od Vinařic v okrese Kladno. Zatímco na východní straně vrchol jen nevýrazně vystupuje z rozsáhlé plošiny zvané Rovina, směrem k západu a severu svahy spadají zhruba o 140 m do údolí Knovízského potoka. Vinařická hora je pozůstatkem třetihorního stratovulkánu. Opuštěné lomy, v nichž probíhala těžba od 19. století do osmdesátých let 20. století, odkrývají pohledy na střídavě uložené vrstvy čediče, vyvrženého popela a utuhlé lávy, které tvoří těleso sopky. Severní, západní a jižní úbočí vrchu je chráněno jaké přírodní památka.

## Přírodní poměry
Geomorfologicky spadá Vinařická hora do celku Pražská plošina, podcelku Kladenská tabule, okrsku Slánská tabule a podokrsku Libušínská tabule, jejíž je samostatnou geomorfologickou částí.
Během sopečné aktivity v oligocénu a miocénu vznikla v místě dnešní Vinařické hory puklina hluboká asi 700 m orientovaná v severojižním směru, do které pak napadaly povrchové horniny. Když v minulém století štoly nedalekého kamenouhelného dolu Mayrau zasáhly hluboko pod horu, byly objeveny geologické kuriozity – přirozenou cestou zkoksované uhlí v místech, kde žhavé magma kdysi přišlo do styku s uhelnou slojí, a zmíněné povrchové horniny.

### Ochrana přírody
Západní část Vinařické hory o rozloze 69 ha je od roku 1985 chráněnou přírodní památkou; byla zde zřízena naučná stezka. Účelem přírodní památky je ochrana vrcholu sopky s ohroženými teplomilnými společenstvími. Rozmanitost geologického podloží má za následek přítomnost rozličných typů vegetace, včetně např. vřesovišť. Vyskytuje se zde např. bělozářka liliovitá (Anthericum liliago), čičorka pochvatá (Coronilla vaginalis), zlatovlásek obecný (Aster linosyris), hořeček nahořklý (Gentianella amarella), jeřáb muk (Sorbus aria) aj., z běžných druhů patří k dominantním dřevinám javor babyka (Acer campestre) a hloh obecný (Crataegus laevigata).

## Turistika
Z vrcholu se nabízí daleký kruhový výhled do kraje. Za dobré viditelnosti lze spatřit např. Krušné hory, Říp a četné vrcholy Českého středohoří (Milešovku, Lovoš, Hazmburk), na jihovýchodě pak mimo jiné Ládví a Žižkovský vysílač.

## Galerie

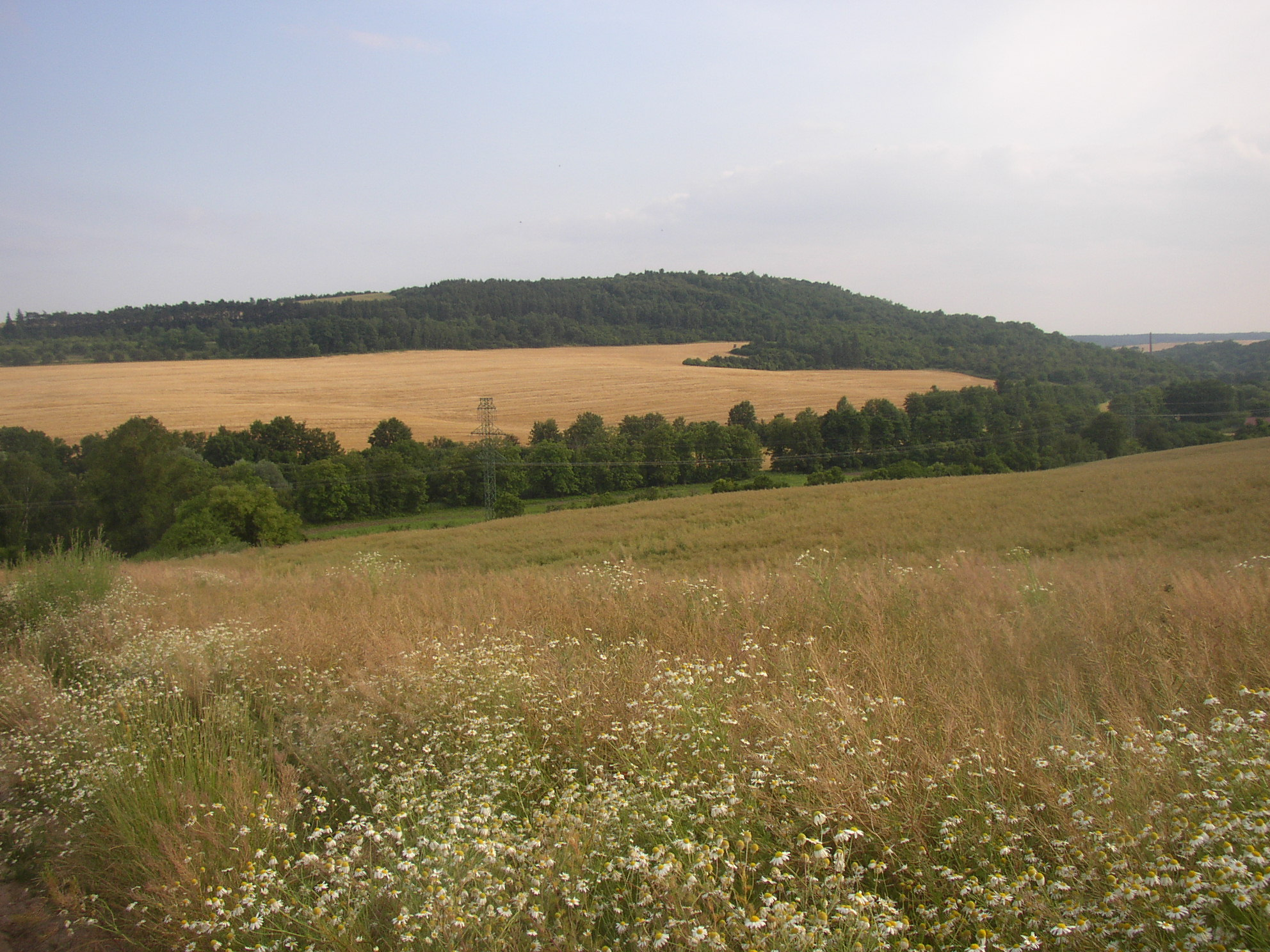
Vinařická hora pohledem od severovýchodu
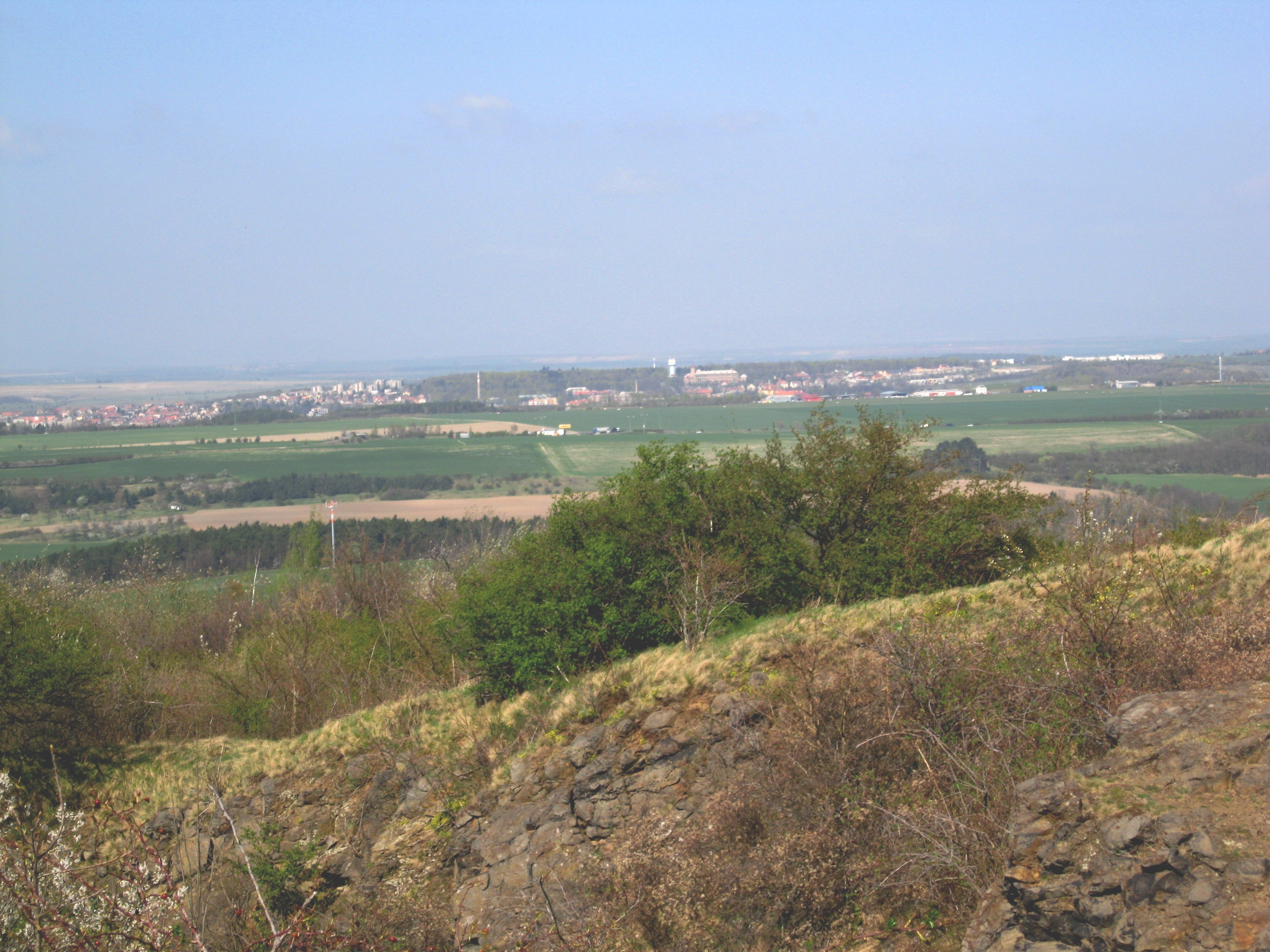
Výhled na severozápad
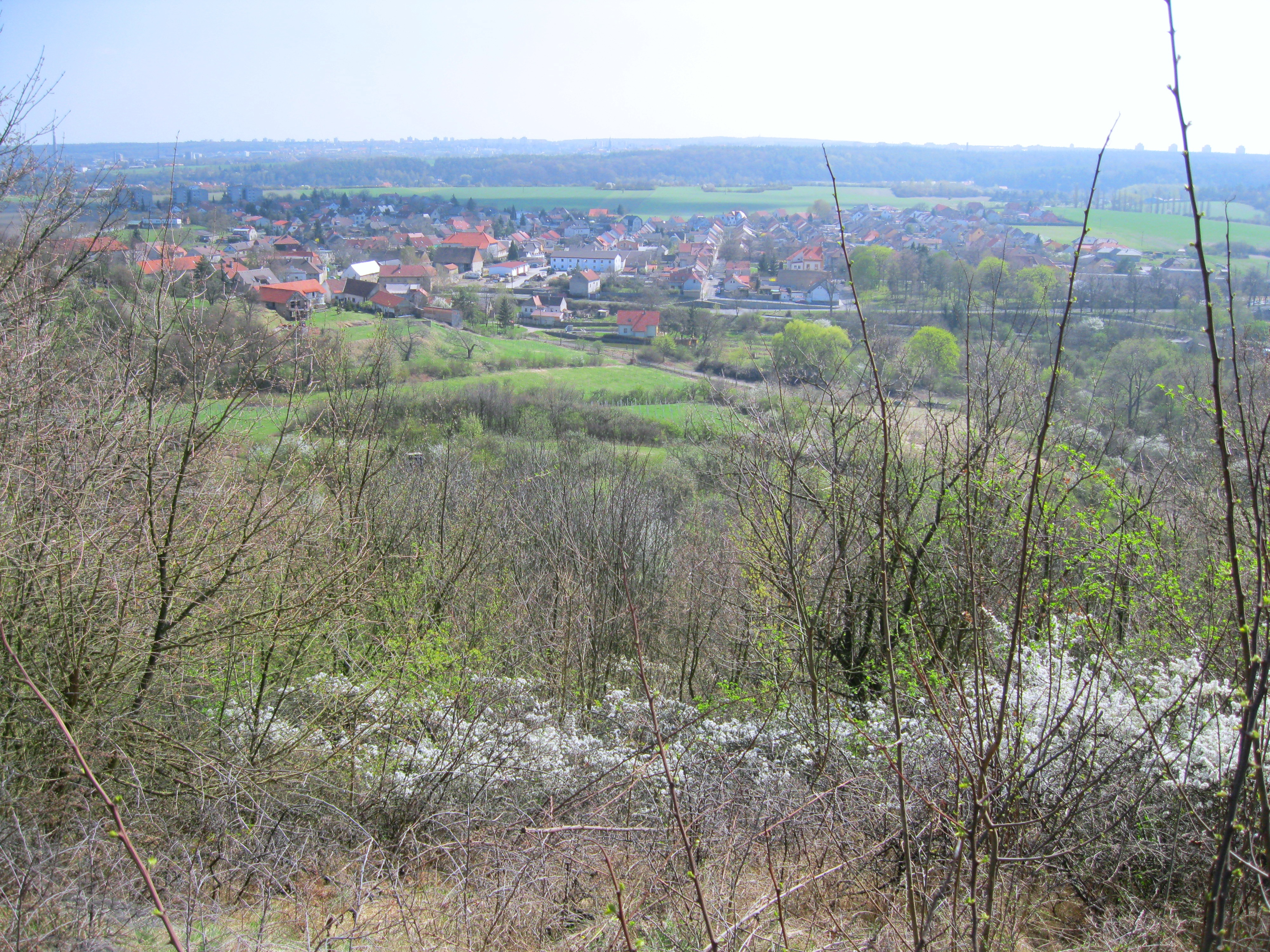
Vyhlídka na Vinařice
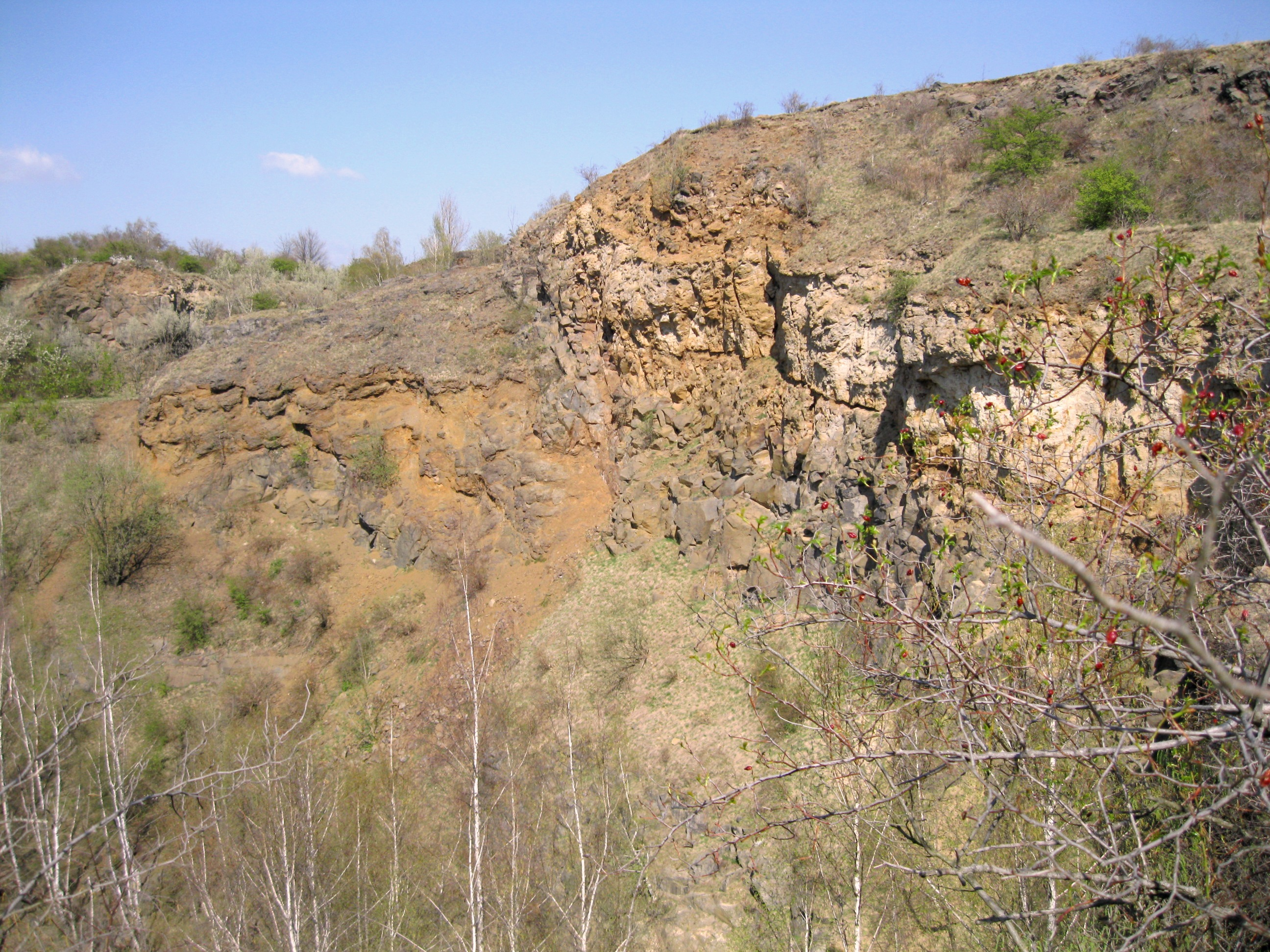
Proláklina pod Vinařickou horou